# Teo (zanger)
Joeri Vasjtsjoek (Russisch: Юрий Ващук; Wit-Russisch: Юрый Вашчук) (Hidry (Oblast Brest), 24 januari 1983), beter bekend als Teo, is een Wit-Russische zanger.

## Biografie
Joeri Vastsjoek nam in 2009 aan Eurofest, de nationale voorronde voor het Eurovisiesongfestival. Samen met Anna Blagova kon hij deze preselectie echter niet winnen. Enkele jaren later waagde hij opnieuw zijn kans in de Wit-Russische preselectie voor het Eurovisiesongfestival 2014, zij het ditmaal onder de artiestennaam Teo. Met het nummer Cheesecake wist hij deze nationale finale te winnen, waardoor hij zijn land mocht vertegenwoordigen op het Eurovisiesongfestival in de Deense hoofdstad Kopenhagen. Daar eindigde hij als 16de.
2004: Aleksandra & Konstantin · 
2005: Angelika Agoerbasj · 
2006: Polina Smolova · 
2007: Dmitri Koldoen · 
2008: Roeslan Alechno · 
2009: Pjotr Elfimov · 
2010: 3+2 · 
2011: Anastasia Vinnikova · 
2012: Litesound · 
2013: Aljona Lanskaja · 
2014: Teo · 
2015: Uzari & Maimuna · 
2016: Ivan · 
2017: Navi · 
2018: Alekseev · 
2019: ZENA